# دورنا (مجموعه تلویزیونی)
دورنا نام مجموعه تلویزیونیی ۵۲ قسمتی است که در مرکز زنجان کار شده است و از استان‌های شمالغرب کشور نیز پخش گردیده، این فیلم به نویسندگی و کارگردانی علی حسن‌زاده در زمستان ۱۳۸۳ و بهار ۱۳۸۴ تولید شده است